# True Blue
 (срп. Заиста тужна, Прави пријатељ, превод је двосмислен) је трећи студијски албум поп певачице Мадоне, издат 30. јуна 1986. године од стране Sire Records. За подручје бивше Југославије албум је лиценцно издао Suzy Records. Ово је Мадонин интернационално најпродаванији албум, са отприлике 21 милиона продатих примерака. Када је издат, достигао је прво место у 28 држава, што је Гинисова књига рекорда назвала "потпуно непревазиђеним“. Године 2001. Warner Bros. је ремастеризовао албум и издао га са још два бонус ремикса.

## Историја албума
За овај албум, Мадона је наставила сарадњу са Стивеном Брајом и почела да ради са Патриком Леонардом. За разлику од своја прва два албума, Мадона је на овом потписана као аутор или коаутор у свакој песми, као и продуцент. Албум је сниман током 1985-1986. године, која је уједно била и прва година Мадониног брака са Шон Пеном. Албум је посвећен управо њему, "најкул момку у Универзуму“.
Први сингл са албума је песма Live to Tell, која се прва појавила на саундтреку за филм At Close Range, у којем је глумио и њен тадашњи муж Шон Пен. Сматра се за њену прву "озбиљну" песму, јер је у питању трагична балада. Други сингл, Papa Don't Preach, је изазвао контроверзу међу разним организацијама родитеља, јер говори о тинејџерки која је трудна, али не жели да абортира. Мадонина љубав ка златном добу Холивуда је дошао до изражаја у песми White Heat, која је добила име, а садржи и делове дијалога из истоименог филма из 1949. године. Песма Love Makes the World Go Round је премијерно изведена раније на хуманитарном концерту Live Aid.
Омот албума, који је начинио Херб Риц, представља једну од Мадониних најпрепознатљивијих фотографија, од врата нагоре, у различитим нијансама плаве, као што име албума налаже.

## Списак песама
| #  | Име                                                                                         | Трајање |
| -- | ------------------------------------------------------------------------------------------- | ------- |
| 1. | Аутори: Брајан Елиот, Мадона Продуценти: Мадона, Стивен Брај                                | 4:29    |
| 2. | Аутори: Мадона, Гарднер Кол, Питер Рафелсон Продуценти: Мадона, Патрик Леонард              | 4:13    |
| 3. | Аутори: Мадона, Патрик Леонард Продуценти: Мадона, Патрик Леонард                           | 4:40    |
| 4. | Аутори: Мадона, Патрик Леонард Продуценти: Мадона, Патрик Леонард                           | 5:52    |
| 5. | Аутори: Мадона, Патрик Леонард, Стивен Брај Продуценти: Мадона, Патрик Леонард, Стивен Брај | 4:21    |
| 6. | Аутори: Мадона, Стивен Брај Продуценти: Мадона, Стивен Брај                                 | 4:18    |
| 7. | Аутори: Мадона, Патрик Леонард, Брус Гајч Продуценти: Мадона, Патрик Леонард                | 4:02    |
| 8. | Аутори: Мадона, Стивен Брај Продуценти: Мадона, Стивен Брај                                 | 3:55    |
| 9. | Аутори: Мадона, Патрик Леонард Продуценти: Мадона, Патрик Леонард                           | 4:35    |

## Синглови
| #  | Име | Датум          |
| -- | --- | -------------- |
| 1. |     | Март 1986      |
| 2. |     | Јун 1986       |
| 3. |     | Септембар 1986 |
| 4. |     | Новембар 1986  |
| 5. |     | Фебруар 1987   |

## Оцена критике
je добио мешовите критике. Неким критичарима се није допао музички концепт албума, који је представљао "исто оно што Мадона врти већ два албума", али су зато сви једногласно похвалили чињеницу да је њен глас звучао боље него иначе. Стивен Холден, из "Њујорк тајмса" је изјавио "да јој је глас ојачао", а у критици Давита Сигерсона за Rolling Stone се каже да "Мадона пева боље него икад“. Песме је назвао "заразним, али не и запањујућим", касније заборавивши шта је написао, и додајући да је "у питању нови албум у који ћете се заљубити" који "остаје веран њеној прошлости, али се изнад ње уздиже“.
Стивен Томас Ерлвајн је овај албум прогласио оним који је Мадону начинио суперзвездом. Назвао га је и "једним од сјајних албума, плочом која показује Мадонине способности аутора, провокатера и забављача".

## Продаја
| Држава               | Највиша позиција на листи | Сертификација        | Продаја     |
| -------------------- | ------------------------- | -------------------- | ----------- |
| Аустрија             | 2                         |                      |             |
| Бразил               | 1                         | Златни               | 100,000+    |
| Канада               | 1                         | Дијамантски          | 1,000,000+  |
| данска               | 29                        |                      |             |
| Финска               |                           | Платинаст            | 53,912+     |
| Француска            | 1                         | Дијамантски          | 1,000,000+  |
| Немачка              | 1                         | 2x Платинаст         | 600,000+    |
| Холандија            | 1                         | Платинаст            | 100,000+    |
| Нарвешка             | 2                         |                      |             |
| Шведска              | 2                         |                      |             |
| Швајцарска           | 1                         |                      |             |
| Уједињено Краљевство | 1                         | 7x Платинаст         | 2,100,000+  |
| САД                  | 1                         | 7x Платинаст         | 7,000,000+  |
| СВЕТ                 |                           | [ 12 ] [ 13 ] [ 14 ] | 21,000,000+ |

## Сарадници на албуму

#### Особље
- Madonna - вокал, пратећи вокал
- Дејв Бороф - саксофон
- Стивен Брај - бубњеви, клавијатуре
- Китен Картер - пратећи вокал
- Паулињо да Коста - удараљке
- Брус Гајч - гитара, електрична гитара, ритам гитара
- Шајда Герет - пратећи вокал
- Ден Хаф - гитара
- Џеки Џексон - пратећи вокал
- Пол Џексон Млађи - гитара
- Еди Леман - пратећи вокал
- Патрик Леонард - бубњеви, клавијатуре
- Ричард Маркс - пратећи вокал
- Бил Мајерс - жичани иструменти
- Џонатан Мофет - бубњеви, удараљке, пратећи вокал
- Џон Путнам - акустична гитара, гитара, електрична гитара
- Дејвид Вилијамс - ритам гитара, гитара, пратећи вокал
- Фред Зар - клавијатуре

#### Продукција
- Продуценти: Стивен Брај, Патрик Леонард, Мадона
- Инжињеринг: Мајкл Хачисон, Мајкл Вердик
- Микс: Ден Небезнал, Мајкл Вердик
- Помоћник миксера: Ден Небезнал
- Програмирање бубњева: Стивен Брај, Патрик Леонард
- Аранжмани жичаних инструмената: Били Мајерс

#### Дизајн
- Уређивачи: Џефри Кен Ајероф, Џери МекМанус
- Дизајн: Џери МекМанус
- Фотографије: Херб Риц